# Bazooka
Il bazooka (pronuncia inglese: /bəˈzuːkə/; in italiano /baʣˈʣuka/), talvolta adattato in bazuca o bazzuca, è un'arma lanciagranate anticarro.

## Storia
All'inizio della seconda guerra mondiale l'unica arma che avevano i fanti contro i carri armati erano i fucili anticarro, che, tuttavia, già all'inizio della guerra erano praticamente impotenti contro i carri di fanteria e, quando nel proseguimento del conflitto, i carri migliorarono mobilità e protezione, diventarono solo un peso inutile per i fanti. A quel punto fu necessario utilizzare armi anticarro. Queste armi furono sviluppate sia dai tedeschi sia da inglesi e statunitensi. L'arma anticarro adottata statunitense era il M1 Rocket Launcher 2.36" Bazooka, che diede risultati soddisfacenti negli ultimi anni di guerra, ideato da Edward Uhl nel 1942.
Il soprannome "bazooka" deriva dal fatto che un uomo, addetto ai collaudi, disse che il tubo assomigliava a uno strano strumento musicale, il bazooka appunto, usato dall'attore radio Bob Burns per creare effetti comici.

## Sviluppo dei lanciarazzi statunitensi

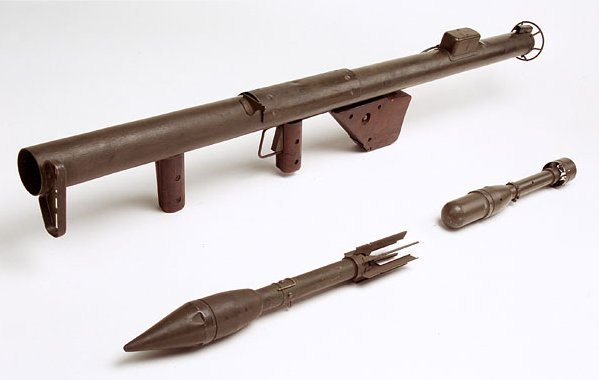
La versione finale del bazooka

All'inizio del 1942 fu iniziato lo studio di un lanciagranate in grado di contrastare efficacemente i carri armati dell'epoca (il principale carro dell'Asse era il Panzer IV), quindi fu necessario utilizzare munizionamento abbastanza potente da perforare le corazzature dei mezzi corazzati sparato da un'arma in cui fosse assente (o ridotto al minimo) il rinculo per un uso individuale da fanteria: la scelta cadde sui razzi M6A3 da 2.36" (60 mm) dotati di "carica cava" che soddisfacevano entrambe le esigenze.
Il lanciagranate utilizzato era praticamente un tubo in cui veniva inserito il proiettile, due impugnature a pistola, di cui una con un grilletto che azionava un'accensione piezoelettrica (come quella degli accendigas da cucina) per accendere il propellente del razzo. Ben presto si vide che la vampa provocata dalla polvere incombusta era pericolosa per il servente, quindi fu aggiunta una reticella di protezione per il puntatore subito dietro alla volata. Il bazooka fu utilizzato per la prima volta nel corso dell'Operazione Torch (sbarco degli Alleati in Algeria e Marocco).
Oltre al modello base fu costruito il M18 Rocket Launcher 2.36" Bazooka, destinato specificamente a lanciare razzi nebbiogeni ed incendiari. Infine, nel 1943 fu sviluppato il M9 Rocket Launcher 2.36" Bazooka, che poteva essere scomposto in due carichi di dimensioni quasi uguali.
Nel corso della seconda guerra mondiale i carri armati ebbero una tremenda accelerazione nel loro sviluppo, quindi i bazooka che avevano operato bene contro i Panzer IV (un po' meno bene contro i Panzer V Panther e Panzer VI Tiger I) non potevano contrastare efficacemente i carri pesanti IS-3 sovietici delle nuove serie. Fu quindi necessario aumentarne il calibro: nacque così nel 1944 il M20 Rocket Launcher 3.5"  Super Bazooka (calibro 88,9 mm), che fu utilizzato nella guerra di Corea, e distribuito praticamente a tutti gli alleati NATO (compreso l'Esercito Italiano).
Dopo queste armi furono studiati altri lanciarazzi, in particolare l'M20 Super Bazooka (calibro 3.5") e la serie M72 (calibro 66 mm), con tubo di lancio a perdere. Successivamente gli studi sui lanciagranate anticarro furono abbandonati, a favore di quelli sui missili anticarro che, a differenza dei primi, potevano essere guidati sul bersaglio.

## Caratteristiche dell'arma

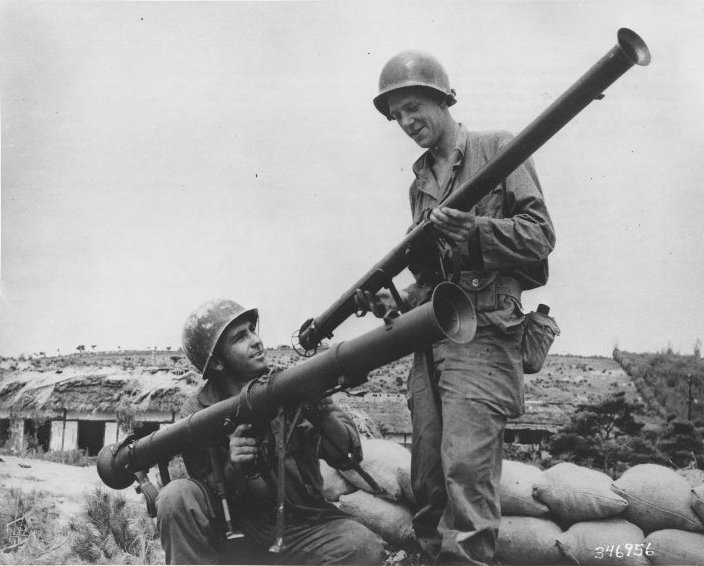
Soldati armati di bazooka, guerra di Corea

Il bazooka inizialmente poteva lanciare i proiettili M6A3 (o gli equivalenti da esercitazione). Questi, dal peso di solo 1,54 kg, sfruttando il principio della carica cava potevano perforare fino a 119 mm di acciaio con impatto perpendicolare (altre fonti danno 100 mm, senza tuttavia specificare le condizioni). La gittata massima teorica era di circa 700 m, tuttavia la gittata utile per avere qualche probabilità di colpire il bersaglio era di circa 200 m. Considerando che la velocità alla volata del razzo era circa 80 m/s il tempo di volo fra l'arma ed il bersaglio era di più di 2 secondi.
Sparare con un bazooka provoca una vampata posteriore molto pericolosa per distanze inferiori a 5 m, quindi, contrariamente a quanto mostrato in alcuni film, farlo da un ambiente chiuso o da un veicolo in movimento è estremamente pericoloso e possibilmente letale per l'utilizzatore, che verrebbe ucciso dall'onda di pressione generata dall'arma. La modalità di impiego standard era con due serventi, un puntatore ed un caricatore, che potevano sparare in qualsiasi posizione (con un carro armato a meno di 200 m era consigliabile evitare di sparare in posizione eretta). Il caricatore, a fianco dell'arma, introduceva il proiettile nella culatta del bazooka e, quando il proiettile era agganciato, dava un segno convenuto al puntatore. Questi collimava il bersaglio nel mirino ottico e, quando lo riteneva opportuno, premeva il grilletto che innescava la combustione del propellente del razzo. A quel punto, di solito, entrambi i serventi si allontanavano con la massima velocità possibile dalla posizione di lancio, che ormai era stata chiaramente rivelata al nemico dalla vampata.

## Impiego del bazooka
Il primo impiego del bazooka avvenne in Africa settentrionale e seguì l'avanzata delle truppe statunitensi sia nel teatro operativo mediterraneo, sia nel teatro operativo europeo. I fanti statunitensi si accorsero ben presto che, oltre allo scopo per cui era nato, cioè la lotta contro i carri armati, il bazooka poteva essere usato proficuamente contro ogni bersaglio "duro", come veicoli ruotati o fortificazioni in cemento armato, mentre l'utilità come arma antipersonale era invece praticamente irrilevante, dato che la carica cava presuppone il contatto con il bersaglio e non provoca schegge. Nel teatro bellico del Pacifico fu usato soprattutto contro fortificazioni e, con il modello M18, anche per il lancio di proiettili fumogeni o incendiari. Alla fine della seconda guerra mondiale erano stati prodotti 467 628 bazooka e 15 603 000 munizioni per quest'arma.
Successivamente il bazooka fu usato nella guerra di Corea, ma, anche aumentato di calibro, si rivelò insufficiente contro i carri più moderni.
Il bazooka è un'arma che ha avuto una grandissima diffusione, sia in ambito NATO, sia in tutti i teatri di guerra della seconda metà del XX secolo. La sua diffusione è dovuta essenzialmente alla sua semplicità di costruzione (il componente principale è un semplice tubo di acciaio o di alluminio), che ne ha tenuto costantemente basso il costo.